# Ліванський край
Ліва́нський кра́й (латис. Līvānu novads) — адміністративно-територіальна одиниця Латвійської Республіки. Розташований у південно-східній частині країни, в історичному регіоні Латгалія. Адміністративний центр — Лівани. Створений 1999 року. Площа — 622,6 км². Населення — 10 636 осіб (2021). До складу краю входять 1 місто і 5 волостей.
При адміністративній реформі 2021 року не зазнав змін. 

## Населення
Національний склад краю за результатами перепису населення Латвії 2011 року.
| Національність | К-сть | % |
| -------------- | ----- | - |